# 郭家沱街道
郭家沱街道，是中华人民共和国重庆市江北區下辖的一个乡镇级行政单位。

## 交通
- 郭家沱长江大桥连接南岸区峡口镇

## 行政区划
郭家沱街道下辖以下地区：
飞岚垭社区、大溪村社区、锣旗寺社区、郭家沱村、石佛村、琏珠村和大坝村。